# Vladimír Haber
Vladimír Haber (* 26. srpna 1949 Třemošná, Československo) je bývalý český házenkář a reprezentant Československa. Nastupoval na postu spojky. Po skončení hráčské kariéry působí jako trenér.
S týmem Československa získal stříbrnou medaili z letních olympijských her v Mnichově v roce 1972. Nastoupil v 5 utkáních a dal 5 gólů. Byl sedmý na LOH 1976 v Montrealu. Hrál v 5 utkáních a dal 9 gólů. S házenou začínal v Třemošné, ligu hrál za Škodu Plzeň. Na vojně hrál za Duklu Prahu a dále pokračoval opět za Škodu Plzeň, se kterou získal v roce 1974 mistrovský titul.